# وادي سرق

تعديل مصدري - تعديل

تحمع وادي سرق هي إحدى قرى عزلة أحور بمديرية أحور التابعة لمحافظة أبين، بلغ تعداد سكانها 32 نسمة حسب تعداد اليمن لعام 2004.